# Bernard Verheecke
Bernard Verheecke, né le 13 janvier 1957 à Bruges, est un footballeur belge, qui jouait comme attaquant de pointe. Trois fois champion de Belgique avec le FC Bruges, il prend sa retraite sportive en 1988.

## Carrière
Bernard Verheecke arrive en équipe première du Cercle de Bruges le 5 mai 1974, alors qu'il n'a que 17 ans, pour le dernier match de la saison. Lors de la saison 1974-1975, il se distingue en inscrivant trois buts en un match de Coupe de Belgique. Il joue régulièrement avec l'équipe première, mais ce n'est que lors de la saison suivante qu'il explose véritablement. Titulaire en pointe de l'attaque, il se fait remarquer par le voisin du FC Bruges, qui le transfère durant l'été 1976.
Au Club, Bernard Verheecke remporte deux titres de champion de Belgique lors de ses deux premières saisons, tout en jouant plus de la moitié des matches. Il découvre également la Coupe d'Europe. Après une finale de Coupe de Belgique perdue en 1979, il remporte un troisième titre de champion en 1980. Après ce nouveau titre, il est transféré au RWDM. Il aura porté le maillot bleu et noir du Club pendant 107 rencontres, en championnat, en Coupe de Belgique et en Coupe d'Europe
Il ne reste qu'une saison au club bruxellois, puis tente sa chance à l'étranger. Il rejoint le Servette Genève, un club suisse. Bernard Verheecke joue deux saisons en Suisse, et en 1983, il revient au Cercle de Bruges. Il retrouve une place de titulaire lors de sa première saison, mais joue beaucoup moins la saison suivante. Il est alors transféré à La Gantoise durant l'été 1985. Il joue à Gand jusqu'en 1988, année que le club termine à l'avant-dernière place du championnat, synonyme de relégation en Division 2. Il rejoint alors le SC Menen, en troisième division, où il termine sa carrière quelques années plus tard.
Bernard Verheecke devient alors entraîneur du club de Menen. Il occupe ensuite ce poste au FC Knokke.

### Palmarès
- 3 fois champion de Belgique en 1977, 1978 et 1980 avec le FC Bruges.
- Finaliste de la Coupe de Belgique en 1979 avec le FC Bruges.

### Statistiques saison par saison
| Saison    | Club             | Pays  | Championnat | Championnat | Coupe   | Coupe  | Europe  | Europe | Total   | Total  |
|           |                  |       | Matches     | Buts        | Matches | Buts   | Matches | Buts   | Matches | Buts   |
| --------- | ---------------- | ----- | ----------- | ----------- | ------- | ------ | ------- | ------ | ------- | ------ |
| 1973-1974 | Cercle de Bruges |       | 1           | 0           | 0       | 0      | 0       | 0      | 1       | 0      |
| 1974-1975 | Cercle de Bruges |       | 12          | 1           | 1       | 3      | 0       | 0      | 15      | 4      |
| 1975-1976 | Cercle de Bruges |       | 33          | 7           | 2       | 1      | 0       | 0      | 35      | 8      |
| 1976-1977 | FC Bruges        |       | 14          | 2           | 2       | 1      | 2       | 1      | 18      | 4      |
| 1977-1978 | FC Bruges        |       | 22          | 4           | 5       | 1      | 6       | 0      | 33      | 5      |
| 1978-1979 | FC Bruges        |       | 25          | 4           | 4       | 1      | 2       | 0      | 31      | 5      |
| 1979-1980 | FC Bruges        |       | 20          | 8           | 4       | 3      | 0       | 0      | 24      | 11     |
| 1980-1981 | RWDM             |       | ?           | ?           | ?       | ?      | ?       | ?      | ?       | ?      |
| 1981-1982 | Servette Genève  |       | ?           | ?           | ?       | ?      | ?       | ?      | ?       | ?      |
| 1982-1983 | Servette Genève  |       | ?           | ?           | ?       | ?      | ?       | ?      | ?       | ?      |
| 1983-1984 | Cercle de Bruges |       | 32          | 11          | 2       | 1      | 0       | 0      | 34      | 12     |
| 1984-1985 | Cercle de Bruges |       | 14          | 2           | 4       | 0      | 0       | 0      | 18      | 2      |
| 1985-1986 | La Gantoise      |       | ?           | ?           | ?       | ?      | ?       | ?      | ?       | ?      |
| 1986-1987 | La Gantoise      |       | ?           | ?           | ?       | ?      | ?       | ?      | ?       | ?      |
| 1987-1988 | La Gantoise      |       | ?           | ?           | ?       | ?      | ?       | ?      | ?       | ?      |
| TOTAL     | TOTAL            | TOTAL | 173(+?)     | 39(+?)      | 24(+?)  | 11(+?) | 10(+?)  | 1(+?)  | 207(+?) | 51(+?) |